# Alceta (generale)
Alceta (in greco antico: Ἀλκέτας?, Alkétas; ... – 319 a.C.) è stato un militare macedone antico figlio di Oronte di Orestide, fratello di Perdicca, è stato uno dei generali di Alessandro Magno nella sua spedizione in India.

## Biografia
Dopo la morte di Alessandro Magno, appoggiò il partito di suo fratello, insieme al quale cercò di tenere unito l'impero. Agli ordini di Perdicca assassinò nel 322 a.C. Cynane, la sorellastra di Alessandro Magno, che voleva far sposare sua figlia Euridice a  Filippo III Arrideo, re nominale di Macedonia.
Quando Perdicca venne assassinato in Egitto nel 321 a.C., Alceta stava con Eumene in Asia Minore impegnato contro Cratero. L'esercito di Perdicca si ribellò unendosi a Tolomeo, e condannò a morte Alceta e tutti gli alleati di suo fratello.
La guerra contro Alceta, che aveva abbandonato Eumene e unito le sue truppe a quelle di Attalo, fu ingaggiata da Antigono Monoftalmo, generale di Alessandro. Alceta e Attalo furono sconfitti a Pisidia nel 320 a.C. e Alceta si ritirò a Termessos. Egli fu consegnato ad Antigono dagli anziani della città e, per evitare di cadere vivo nelle mani del nemico, si suicidò.